# 嵐山本線

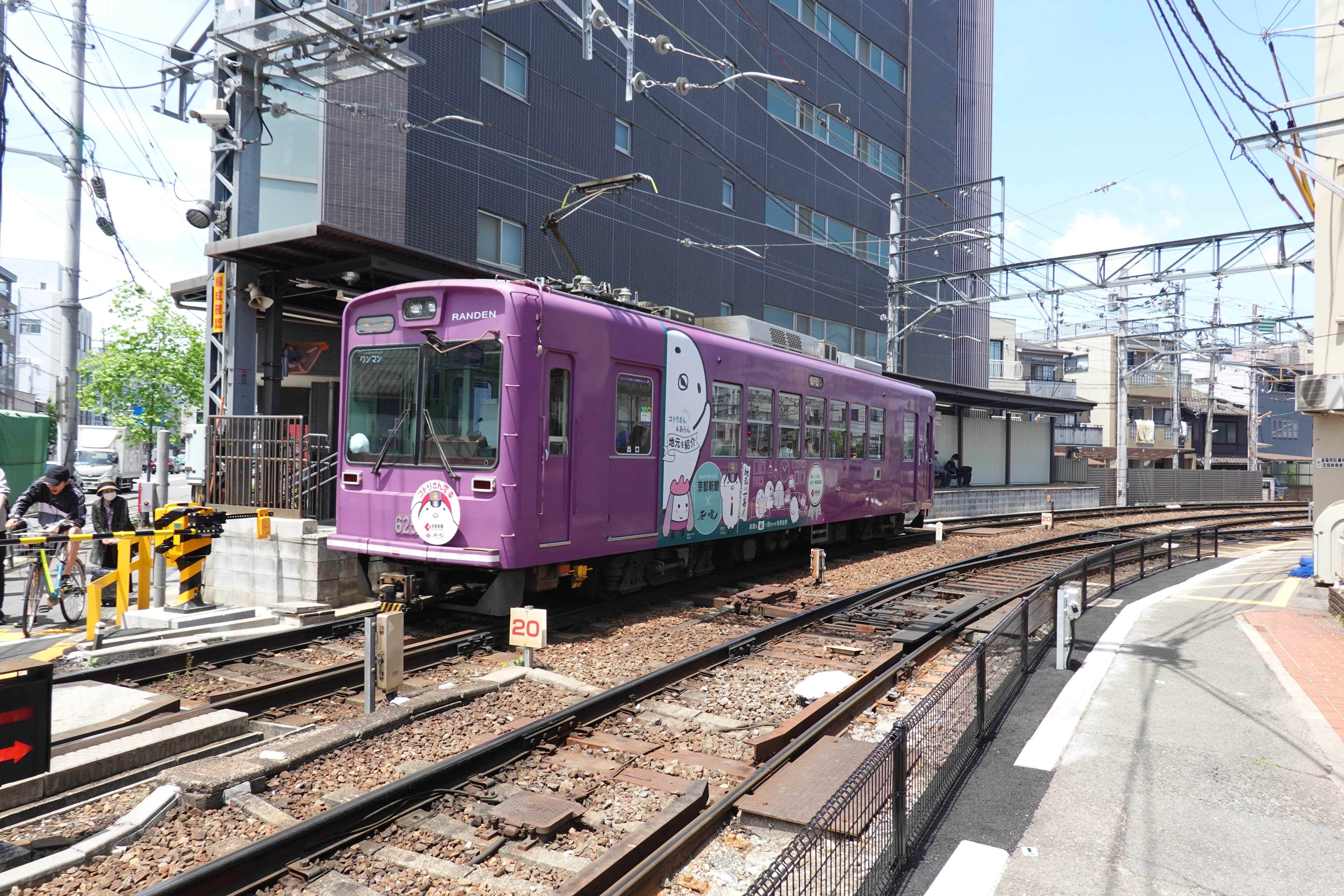
在西院站停靠的京福電氣鐵道Mobo 621型電車 (2024年5月)

嵐山本線（日语：／ Arashiyama honsen */?）是自日本京都府京都市下京區的四條大宮車站至右京區的嵐山車站的京福電氣鐵道的軌道路線。和北野線並稱嵐山線，或簡稱為嵐電。
嵐山本線是前往嵐山等洛西地區觀光地的行樂路線，也是前往繁華街四條通重要的交通方式。
西大路三條車站至山之內車站路段以及蠶之社車站、太秦廣隆寺車站附近是混合路权轨道。其他區間則都是新設軌道。

## 路線資料
- 路線距離（營業距離）：7.2公里
- 軌距：1435毫米
- 站數：13個（包括起終點站）
- 複線路段：全線
- 電氣化路段：全線電氣化（直流600V）
- 閉塞方式：自動閉塞式
- 最高速度：40公里/小時

## 運行形態
除了部份列車外，大多數列車都在四條大宮車站 - 嵐山車站區間全線運行。早晨、傍晚、深夜的部份列車自西院車站始發（有開往四條大宮、嵐山、北野白梅町的列車）；也有自西大路三條車站始發（開往嵐山）；嵐山始發并到達西院車站的列車。在春季和秋季的觀光時節，週六及休息日的白天運行有直通至北野線北野白梅町車站 - 帷子之辻車站 - 嵐山車站區間的列車。
通常為一輛單行，實施一人控制運行。高峰時期及觀光時節為2輛編成。為避免乘客在車廂之間來回移動，在第二個車廂前方的運行台也有乘務員乘車，并收取車票。除了四條大宮車站、帷子之辻車站、嵐山車站之外，其他車站均為無人車站。但在太秦廣隆寺車站和嵐電天神川車站等乘客人數較多的車站，會因時期或時間派遣有職員，進行協助收取車票和安全管理等業務。

## 歷史
- 1910年（明治43年）3月25日 - 嵐山電車軌道開業京都車站（現四條大宮車站） - 嵐山車站之間的鐵路。
- 1914年（大正3年）度 - 壬生車站開業（1918年之後廢除）。太秦車站改名為太子前車站。
- 1918年（大正7年）4月2日 - 京都電燈和嵐山電車軌道合併。嵐山本線由嵐山電鐵部管轄。
- 1922年（大正11年）6月30日 - 車折神社裏車站改名為車折車站。
- 1925年（大正14年） - 壬生車站再次開業（至1929年期間曾再次廢除）。
- 1925年（大正14年）2月 - 太子前車站 - 嵐山車站區間複線化。
- 1925年（大正14年）11月16日 - 京都車站改名為四條大宮車站，嵯峨停車場前車站改名為嵯峨站前車站。
- 1928年（昭和3年）12月 - 全線實現複線化。
- 1929年（昭和4年）6月26日 - 壬生車站恢復營業。
- 1942年（昭和17年）3月2日 - 讓渡給京福電氣鐵道。
- 1944年（昭和19年）4月16日 - 太子前車站改名為太秦車站。
- 1956年（昭和31年）11月27日 - 鹿王院車站開業。
- 1971年（昭和46年）7月11日 - 廢除四條大宮車站 - 西院車站之間的壬生車站。
- 1975年（昭和50年）8月9日 - 嵯峨野車站改名為有栖川車站。
- 1982年（昭和57年）12月20日 - 在早晨和深夜時間段開始實施一人控制運行。
- 1985年（昭和60年）3月16日 - 除了晨間高峰時段之外，其他時間均為一人控制運行。
- 1986年（昭和61年）7月 - 四條大宮車站現站舍竣工。
- 1987年（昭和62年）8月17日 - 全天一人控制運行。
- 2002年（平成14年）7月1日 - 統一票價（成人200日元，兒童100日元）。同時開始導入スルッとKANSAI。
- 2007年（平成19年）3月19日 - 三條口車站改名為西大路三條車站、太秦車站改名為太秦廣隆寺車站、車折車站改名為車折神社車站、嵯峨站前車站改名為嵐電嵯峨車站。另外，曾在北野線使用的車站號碼和路線顏色在包括嵐山本線在內的嵐電全線正式導入。
- 2008年（平成20年）3月28日 - 嵐電天神川車站開業。
- 2008年（平成20年）4月1日 - 在四條大宮車站、帷子之辻車站、嵐山車站導入使用發車音樂。
- 2011年（平成23年）4月1日 - 導入使用PiTaPa和自社専用的[1][2]。

## 車站列表
- 所有車站都位於京都府京都市內。
- 全線複線。

| 車站編號 | 中文站名    | 日文站名 | 英文站名 | 站間距離 | 營業距離 | 接續路線、備註                                                                                                | 所在地 |
| -------- | ----------- | -------- | -------- | -------- | -------- | --- | ------ |
| A1       | 四條大宮    |          |          | -        | 0.0      | 阪急電鐵： 京都本線（大宮：HK-84）                                                                            | 下京區 |
| A2       | 西院（Sai） |          |          | 1.4      | 1.4      | 阪急電鐵： 京都本線（西院（Saiin）：HK-83）                                                                   | 中京區 |
| A3       | 西大路三條  |          |          | 0.6      | 2.0      | 舊站名是三條口                                                                                                | 右京區 |
| A4       | 山之內      |          |          | 0.8      | 2.8      | | 右京區 |
| A5       | 嵐電天神川  |          |          | 0.9      | 3.7      | 京都市營地下鐵： 東西線（太秦天神川：T17）                                                                    | 右京區 |
| A6       | 蠶之社      |          |          | 0.2      | 3.9      | | 右京區 |
| A7       | 太秦廣隆寺  |          |          | 0.5      | 4.4      | 舊站名是太秦                                                                                                  | 右京區 |
| A8       | 帷子之辻    |          |          | 0.8      | 5.2      | 京福電氣鐵道： 北野線 西日本旅客鐵道：山陰本線（ 嵯峨野線）（太秦）                                           | 右京區 |
| A9       | 有栖川      |          |          | 0.5      | 5.7      | 舊站名是嵯峨野                                                                                                | 右京區 |
| A10      | 車折神社    |          |          | 0.5      | 6.2      | 舊站名是車折                                                                                                  | 右京區 |
| A11      | 鹿王院      |          |          | 0.3      | 6.5      | | 右京區 |
| A12      | 嵐電嵯峨    |          |          | 0.4      | 6.9      | 西日本旅客鐵道：山陰本線（ 嵯峨野線）（嵯峨嵐山） 嵯峨野觀光鐵道：嵯峨野觀光線（小火車嵯峨） 舊站名是嵯峨站前 | 右京區 |
| A13      | 嵐山        |          |          | 0.3      | 7.2      | | 右京區 |

### 廢止車站
- 壬生車站（四條大宮車站 - 西院車站區間） - 1971年7月11日廢止。

## 京都市營地下鐵東西線的延伸
京福線（嵐電）曾長期自京都市營地下鐵的路線網孤立。在2008年1月16日，隨著地下鐵東西線二條車站 - 太秦天神川車站區間的延伸開業，在同年3月28日，于山之内車站 - 蚕之社車站之間新設「嵐電天神川車站」，嵐電也因此和京都市營地下鐵接續。新車站位於蚕之社車站東側約280m處的三條通上，近鄰地下鐵的太秦天神川車站。車站號碼是A6，這個號碼是2007年3月嵐電導入車站號碼制度時曾是空缺號碼。
另外，隨著東西線的延伸，京阪京津線的部份電車的直通運行區間由地下鐵京都市役所前車站延長至太秦天神川車站。

## 嵐電Brush Up計劃
自2006年度開始，嵐電實施了「嵐電Brush Up計劃」，具體內容有。
- 將嵐山本線、北野線的名稱統一為「嵐電」（2007年3月19日）
- 更改距離觀光名所最近的七個車站的站名（2007年3月19日）
- 在車內廣播中，增加觀光介紹
- 在各車站設置介紹牌
- 重整各車站

嵐山本線和北野線的沿線有著眾多世界文化遺產，嵐電為促進觀光，還實施了以下行動：
嵐電界隈館
在2006年10月，在北野線內，除了兩端的北野白梅町車站和帷子之辻車站之外，在各車站設置「嵐電界隈館」，展示車站附近名所的大幅照片。之後在2007年9月，在嵐山本線除了四條大宮車站、西大路三條車站、山之內車站、帷子之辻車站之外的各車站也設置了嵐電界隈館。大多數車站都是在上行月台或下行月台中的一個設置，在龍安寺車站和鹿王院車站則是在上下行月台均有設置。大多數照片都是彩色照片。嵐山車站的照片則是以禪（天龍寺雲水）為主題的六張黑白照片。嵐山本線的一些照片在照片旁還有與照片主體相配的和歌。照片是由攝影家森谷洋至拍攝。「嵐電界隈館」則是由書法家樋口華玄題字。
嵐電各站美術館
在2010年11月10日至12月19日期間，在嵐山本線的九個車站舉行了名為的繪本畫看板展。設置有「嵐電界隈館」的車站則暫時將照片換為繪畫。展覽舉辦時間後延長至2011年3月31日。
象徵樹
2006年12月，在除了帷子之辻車站之外的北野線的各車站，均舉行了栽植象徵樹和花壇的獲得。在嵐山本線則並未設置。
其他
在嵐電天神川車站開業（2008年3月）之前，嵐電只在北野線的各車站設置有介紹板。伴隨著嵐電天神川車站開業，在嵐山本線的各車站也設置了介紹板。
站名標以前分為設置在車站建築上和設置于月台兩類。在2007年3月19日正式導入線路代表色時，撤去了所有設置在月台的站名標。
| 車站名稱       | 「嵐電界隈館」主題                       | 「嵐電界隈館」設置場所 |
| -------------- | ---------------------------------------- | ---------------------- |
| 嵐山本線       |                                          |                        |
| 四條大宮車站   | 未設置                                   | 未設置                 |
| 西院車站       | 西院春日神社                             | 上行月台               |
| 西大路三條車站 | 未設置                                   | 未設置                 |
| 山之內車站     | 因安全地帯原因，無法設置                 | 無法設置               |
| 嵐電天神川車站 | 未設置                                   | 未設置                 |
| 蚕之社車站     | 木嶋神社                                 | 上行月台               |
| 太秦廣隆寺車站 | 東映太秦映画村                           | 上行月台               |
| 帷子之辻車站   | 未設置                                   | 未設置                 |
| 有栖川車站     | 斎宮神社                                 | 下行月台               |
| 車折神社車站   | 車折神社                                 | 上行月台               |
| 鹿王院車站     | 油掛地藏（上行月台）・鹿王院（下行月台） | 兩側月台               |
| 嵐電嵯峨車站   | 廣澤之池                                 | 上行月台               |
| 嵐山車站       | 禅（天龍寺雲水）                         | 1号月台下車用月台      |

## 外部連結
- 嵐電ホームページ （页面存档备份，存于）